# Outils sécuritaires
Les outils sécuritaires sont utilisés par les forces de l'ordre pour observer et mémoriser le plus d'actions possibles des individus, à titre préventif, y compris en temps de paix, ou de lutte contre le terrorisme. 

## Moyens humains
Les divers services de police et de renseignements sont mis à contribution. Des divisions spéciales sont créées dans le seul but de collecter et de gérer les informations enregistrées.

## Caméras
Les caméras de surveillance, très présentes à Londres notamment, servent à visionner et enregistrer tout ce qui se passe dans leur champ de vision. 

## Flux d'informations
(Dont financiers)

## Privatisation de la surveillance
Les coûts étant de plus en plus élevés pour les états, les vigiles privés sont déployés, les entreprises de communications (fournisseurs d'accès internet ...) sont invitées à effectuer le prélèvement, et le stockage de l'information.